# Hakone
Hakone (jap. 箱根町 Hakone-machi) – miasto w Japonii, na wyspie Honsiu (Honshū), w prefekturze Kanagawa, u stóp góry Fudżi (Fuji-san). 

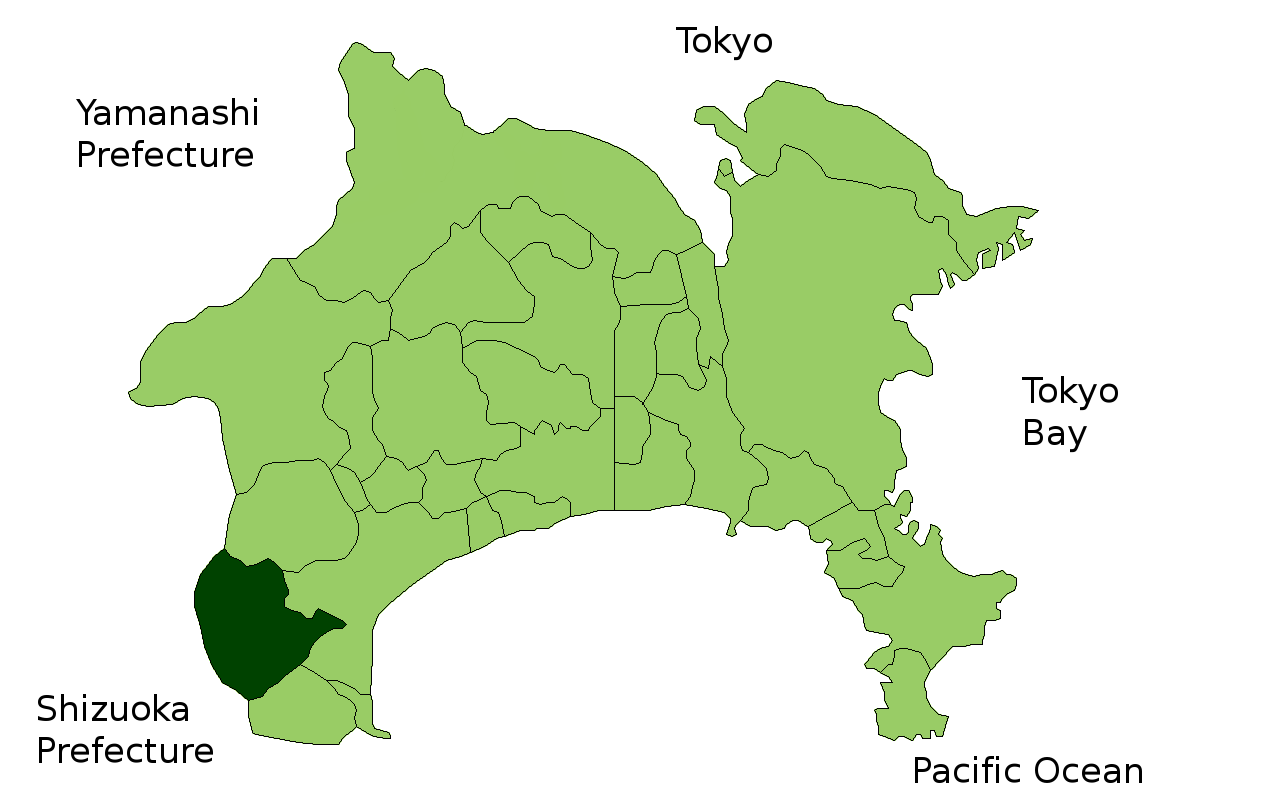
Miejscowość na mapie prefektury

Hakone jest usytuowane w górzystej, zachodniej części prefektury, po wschodniej stronie przełęczy Hakone. W znacznej części miasto leży na terenie Parku Narodowego Fudżi-Hakone-Izu. Cały ten obszar jest popularną atrakcją turystyczno-wypoczynkową.
Region Hakone jest od setek lat odwiedzany ze względu na gorące źródła (onsen). Znajdują się one nie tylko w specjalnych łaźniach, ale także przy tradycyjnych ryokanach. Najsłynniejszym źródłem jest Yumoto w pobliżu Odawary.
Ōwakudani to teren wokół krateru stworzonego podczas erupcji góry Hakone ok. 3 tys. lat temu. Część tego obszaru jest aktywną strefą wulkaniczną, gdzie występują opary siarki i gorące źródła. W wydzielonych miejscach turyści mogą gotować jajka na twardo. Ich skorupka staje się czarna. W pogodne dni można z tego miejsca podziwiać Fudżi. Ze względu jednak na bezpieczeństwo zwiedzających osób, teren ten jest często zamykany.
Niedaleko od Ōwakudani znajduje się Hakone Open Air Museum (także inne muzea). Oprócz rzeźb na wolnym powietrzu można podziwiać wewnątrz galerii m.in. kolekcję dzieł Pabla Picassa.
W okresie Edo (1603–1868) Hakone, usytuowane na trakcie Tōkaidō, łączącym Edo (obecne Tokio) z Kioto było punktem „kontroli ruchu osobowego i towarowego”. W 2007 roku ukończono trwającą trzy lata rekonstrukcję tego posterunku, który znajduje się na brzegu jeziora Ashi.

## Galeria

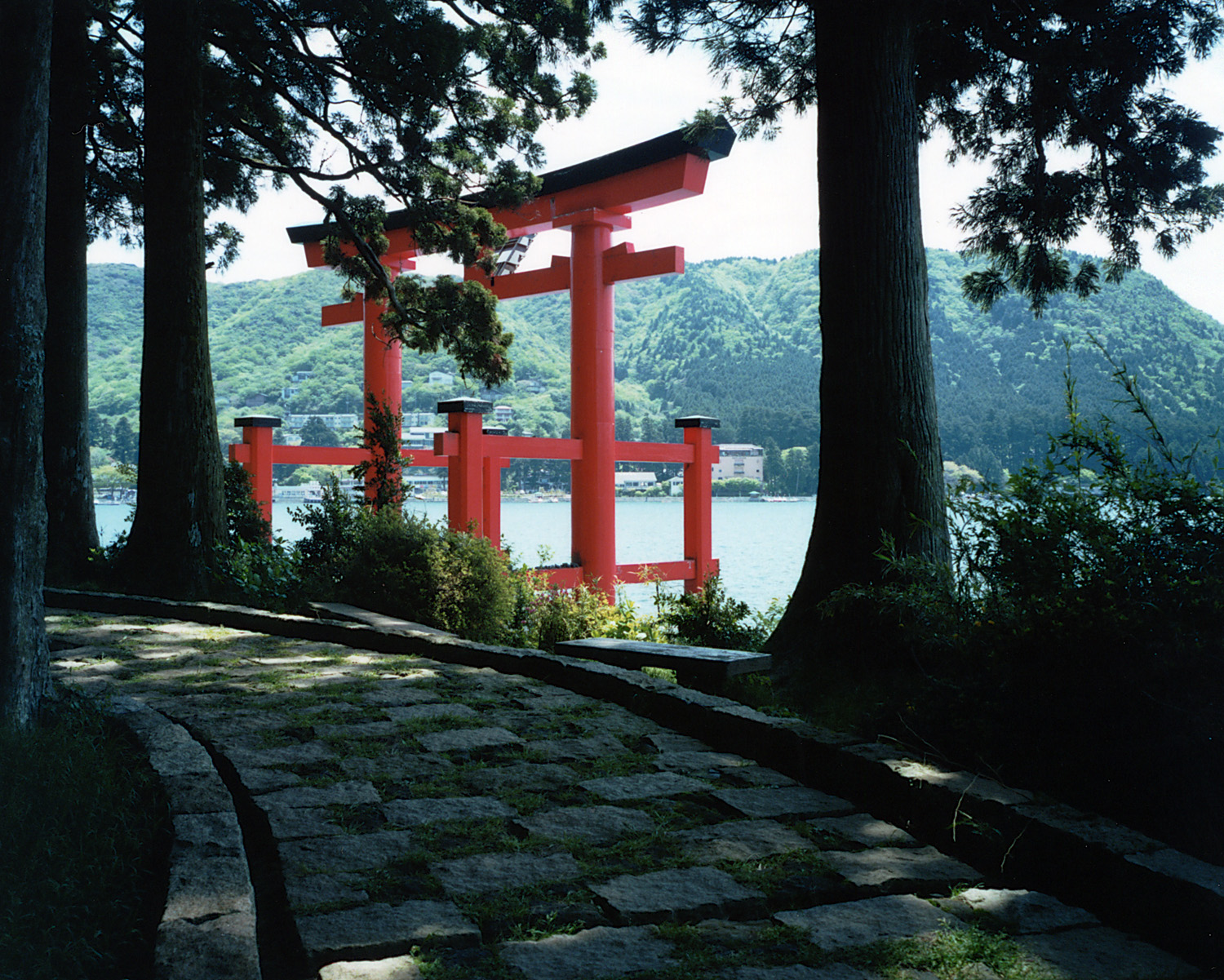
Torii chramu shintō, na brzegu jeziora Ashi
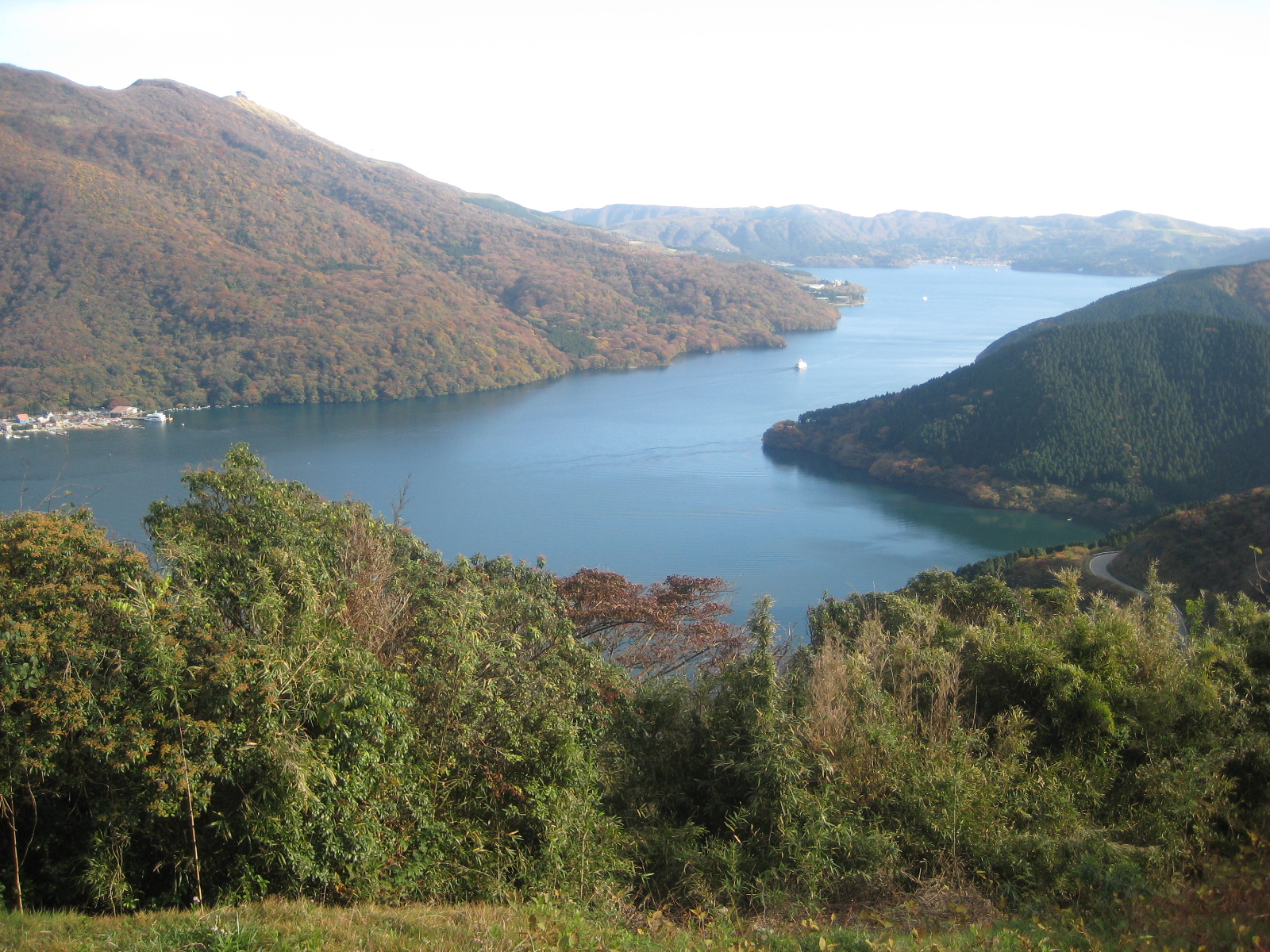
Jezioro Ashi (Ashi-no-ko)
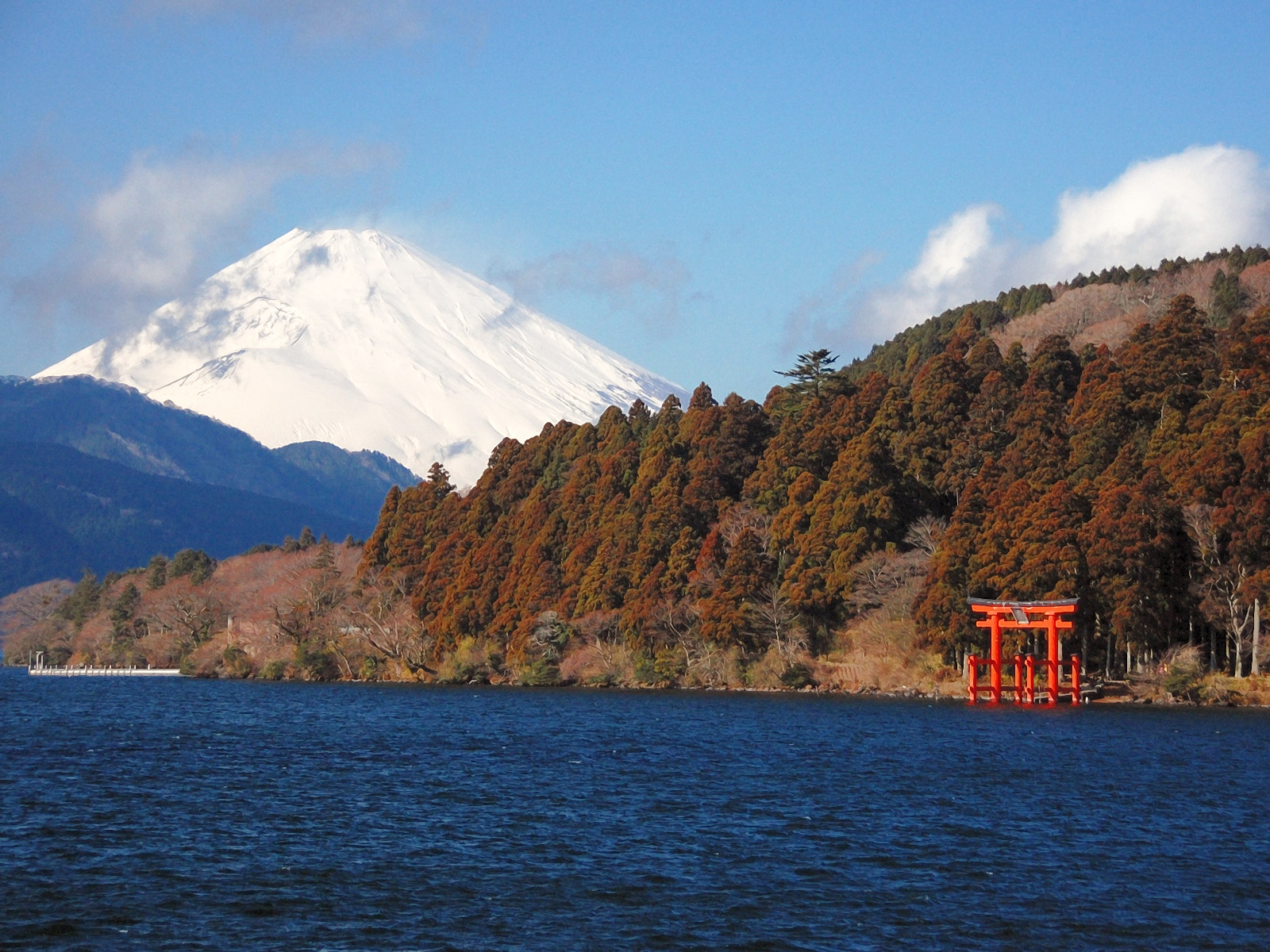
Jezioro Ashi i góra Fudżi
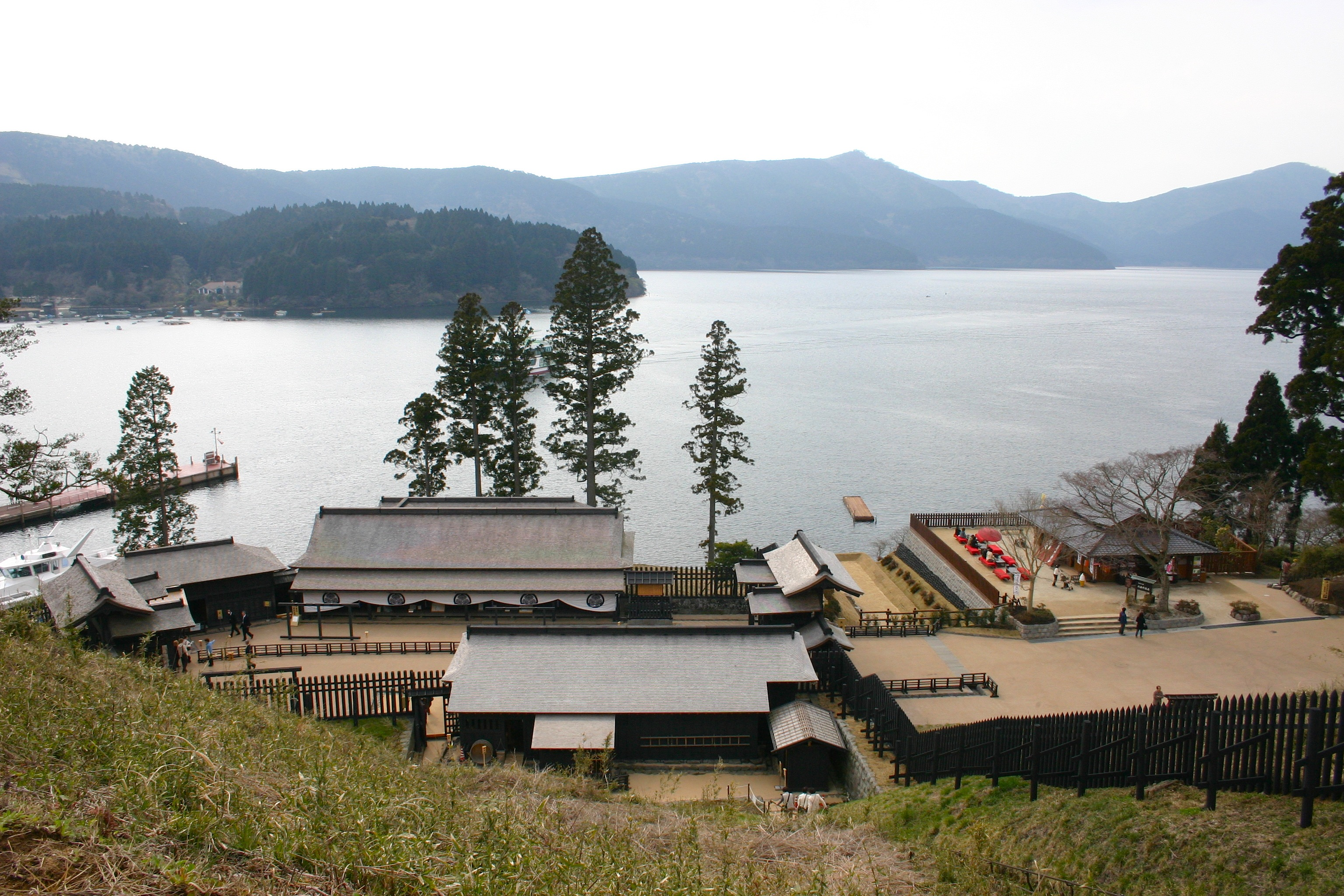
Ogólny widok odrestaurowanego punktu kontrolnego
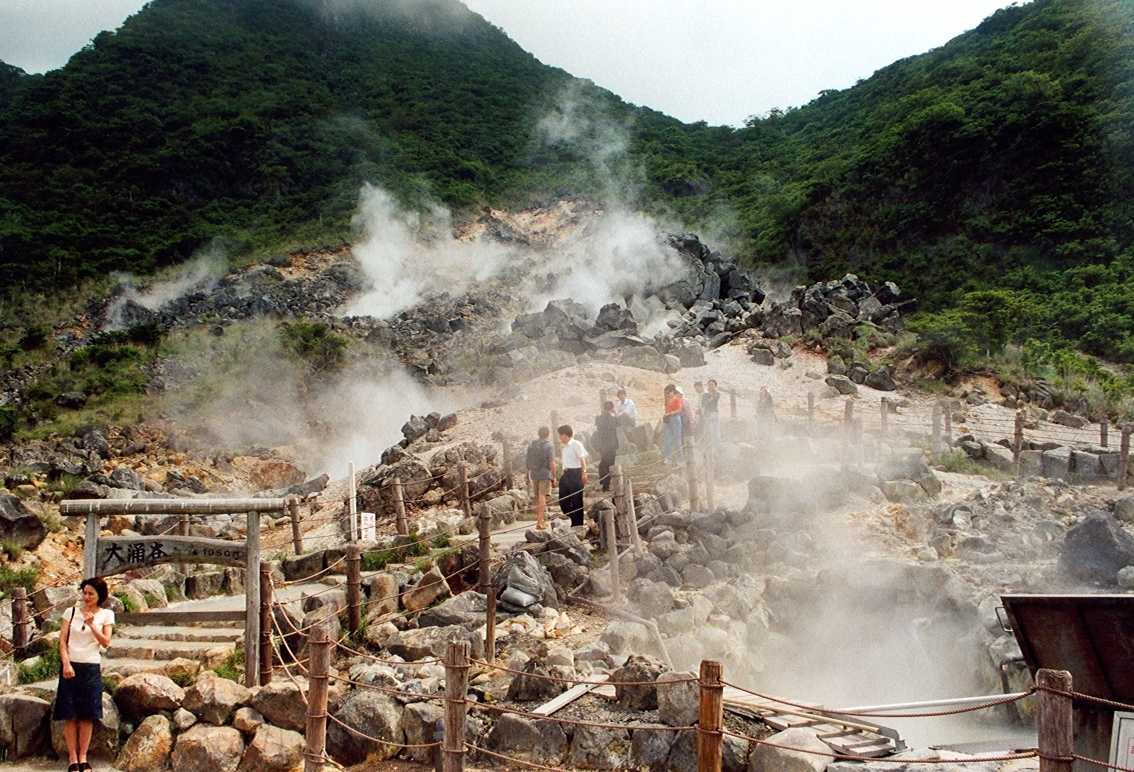
Gorące źródła siarkowe